# Kurt Dittmar
Kurt Dittmar (* 5. Januar 1891 in Magdeburg; † 26. April 1959 in Holzminden) war deutscher Generalleutnant und Rundfunkkommentator im Zweiten Weltkrieg.

## Leben
Kurt Dittmar trat am 6. März 1909 als Offiziersanwärter in das 4. Pionier-Bataillon der Preußischen Armee in Magdeburg ein und avancierte bis Ende August 1910 zum Leutnant. Vom 1. Oktober 1912 bis 5. August 1914 erfolgte seine Kommandierung an die Vereinigte Artillerie- und Ingenieurschule in Berlin-Charlottenburg zur weiteren Ausbildung.
Bei Ausbruch des Ersten Weltkriegs kam er wieder zu seinem Bataillon und wurde zunächst als Adjutant und Zugführer eingesetzt. Als solcher wurde er am 25. Februar 1915 Oberleutnant. Am 8. Januar 1916 erfolgte seine Ernennung zum Kompaniechef und im Dezember 1917 übernahm er kurzzeitig die Führung des I. Bataillons des 5. Hannoverschen Infanterie-Regiments Nr. 165. Dort erreichte ihn am 17. Dezember die Beförderung zum Hauptmann, bevor er am 9. Januar 1918 wieder zu seiner Kompanie zurückkehrte. Dieses Kommando gab Dittmar am 22. Juni 1918 wieder ab. Er wurde mit der Führung des III. Bataillons des Infanterie-Regiments 165 beauftragt und am 25. August 1918 schließlich zu deren Kommandeur ernannt. Für sein Wirken während des Krieges erhielt er beide Klassen des Eisernen Kreuzes und das Lübecker Hanseatenkreuz.
Dittmar war 1920 Verbindungsoffizier zur Alliierten Militärkommission, die die Verträge zur deutschen Kapitulation ausarbeiteten. In der Reichswehr fand er Verwendung als Pionieroffizier im Truppen- und Stabsdienst. Von Oktober 1927 bis September 1931 war er als Ausbilder an der Infanterieschule in Dresden und wurde dort am 1. Februar 1931 zum Major befördert. Im Anschluss an diese Tätigkeit wechselte er ins Reichswehrministerium nach Berlin zum Inspekteur der Pioniere und Festungen (In 5). Am 1. Januar 1934 übernahm er dann das 1. Pionier-Bataillon in Königsberg und wurde am 1. Juni 1934 zum Oberstleutnant befördert. Als Oberst (seit 1. April 1936) wurde er am 6. April 1937 Kommandeur der Pionierschule in Berlin-Karlshorst.
Zu Beginn des Zweiten Weltkriegs war er Kommandeur der Pionier-Schule II. Am 15. März 1940 wurde er zum Pionierführer der 1. Armee ernannt und am 1. April 1940 zum Generalmajor befördert. Ab 20. Februar 1941 war er Kommandeur der 169. Infanterie-Division. Vom 1. bis 8. Juli focht seine Division erfolgreich die Schlacht um Salla. An der Front in Finnland im Rahmen des Unternehmens „Polarfuchs“ (Vorstoß auf die Murmanbahn) erkrankte Dittmar so schwer, dass er nicht mehr frontverwendungsfähig war und Ende September 1941 durch Generalleutnant Hermann Tittel abgelöst werden musste. Er wurde am 19. Dezember 1941 mit dem Deutschen Kreuz in Gold ausgezeichnet. Das OKW versetzte Dittmar im April 1942 als General z. b. V. (zur besonderen Verwendung) zum Reichssender Berlin, wo er sich, vor allem gegen Kriegsende, durch ungewohnt realistische Radiokommentare zur militärischen Lage von den übrigen Kommentatoren abhob.
Reichspropagandaminister Joseph Goebbels hielt ihn für einen klugen Kopf, der sich durch seine guten Kommentare sowohl in der Heimat wie im Ausland einen guten Namen gemacht habe. Im Juli 1944 sprach Goebbels, wie seinen Tagebüchern zu entnehmen ist, „ein sehr ernstes Wort“ mit Dittmar, da dieser in seinem letzten Kommentar sehr pessimistisch gesprochen habe und sich in Wahrheitsliebe gefalle.

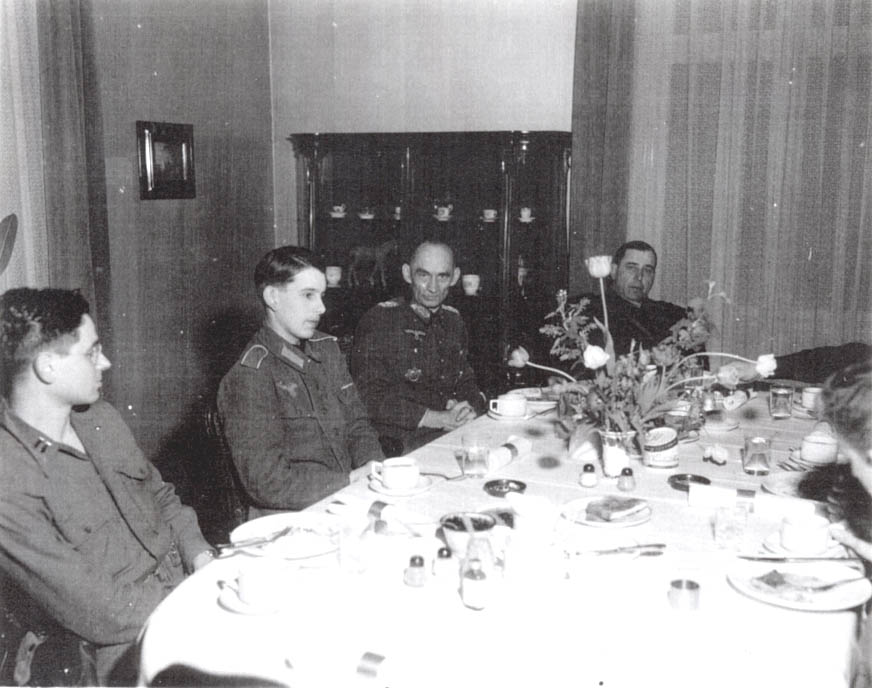
Kurt Dittmar (Mitte) und sein Sohn Berend (2. von links) nach ihrer Übergabe in Kriegsgefangenschaft, Kommandeur der 30. Infanterie-Division General Hobbs (rechts), Magdeburg, 25. April 1945

Dittmar erschien im April 1945 nicht mehr zum Dienst, sodass zunächst das Gerücht aufkam, er habe Selbstmord begangen. Tatsächlich aber hatte er sich aus Berlin in Sicherheit gebracht. Ohne Kenntnis des zuständigen Generals Adolf Raegener setzte er am 25. April 1945 in dem schmalen noch von deutschen Truppen gehaltenen Streifen nahe Magdeburg zusammen mit seinem damals sechzehnjährigen Sohn, der eine Flagge des Roten Kreuzes zeigte, und mit zwei Offizieren in einem Ruderboot in den Bereich der 30. US-Infanterie-Division auf die Westseite der Elbe über. Dort versuchte er zunächst, die Evakuierung deutscher Verwundeter nach Westen über die Elbe in die Zuständigkeit der amerikanischen Kräfte zu erreichen. Dies scheiterte an der Forderung, dass die deutsche Seite zunächst die Kampfhandlungen einstelle: Dittmar hatte seit Jahren keine Truppen geführt und damals erst recht kein Mandat durch General Raegener. Der Dittmar begleitende Major Werner Pluskat, ein in Deutschland und bei den US-Amerikanern bekannter Veteran des D-Day, setzte eine Nachricht an die benachbarten deutschen Truppen ab, sich ebenfalls den Amerikanern auf der westlichen Seite der Elbe zu ergeben.
Nach dem Scheitern der Verhandlungen nahmen General Dittmar und seine Begleiter das Angebot ihrer Gesprächspartner an, sich zu ergeben. Angesichts der Bekanntheit Dittmars bei den Alliierten als Voice of the German High Command (Stimme des OKW) fand seine freiwillige Kriegsgefangenschaft große Aufmerksamkeit in deren Medien, so berichteten US-Magazine wie Time und Life darüber. Am Abend des 25. April 1945 war der Kommandeur der 30. US-Infanterie-Division General Leland Hobbs Gastgeber eines Abendessens mit seinen prominenten Gefangenen, das publikumswirksam in Magdeburg stattfand, dessen westelbischer Teil vor einigen Tagen durch US-Truppen eingenommen worden war. Der amerikanische Geheimdienstoffizier Saul Kussiel Padover interviewte Dittmar dort und beschrieb das Interview 1946 in seinem autobiographischen Werk Experiment in Germany.
Am 18. Mai 1945 kam Dittmar ins Generalslager Trent Park nahe London. Seit Januar 1946 war er mehrfach im britischen Lager für hochrangige deutsche Kriegsgefangene Special Camp XI. Unter den dort heimlich aufgenommenen Gesprächen der Gefangenen sind auch solche von Dittmar.
Im September 1947 trat Dittmar im Berufungsverfahren gegen den Leiter des Nachrichtenwesens in der Presseabteilung des Reichspropagandaministeriums Hans Fritzsche in Nürnberg als Zeuge auf. Mitte Mai 1948 wurde er freigelassen und reiste in die Bundesrepublik Deutschland aus.

## Schriften (Auswahl)
- 5. Hannoversches Infanterie-Regiment Nr. 165 im Weltkriege. Nach den amtlichen Kriegstagebüchern und Aufzeichnungen von Kriegsteilnehmern. (mit Otto Fliess), 1927.
- Die Schlacht um Salla 1.-8.7.1941. In: Allgemeine schweizerische Militärzeitschrift. (ASMZ), Band 120, 1954, S. 110–120.